# هايبيريون (شجرة)

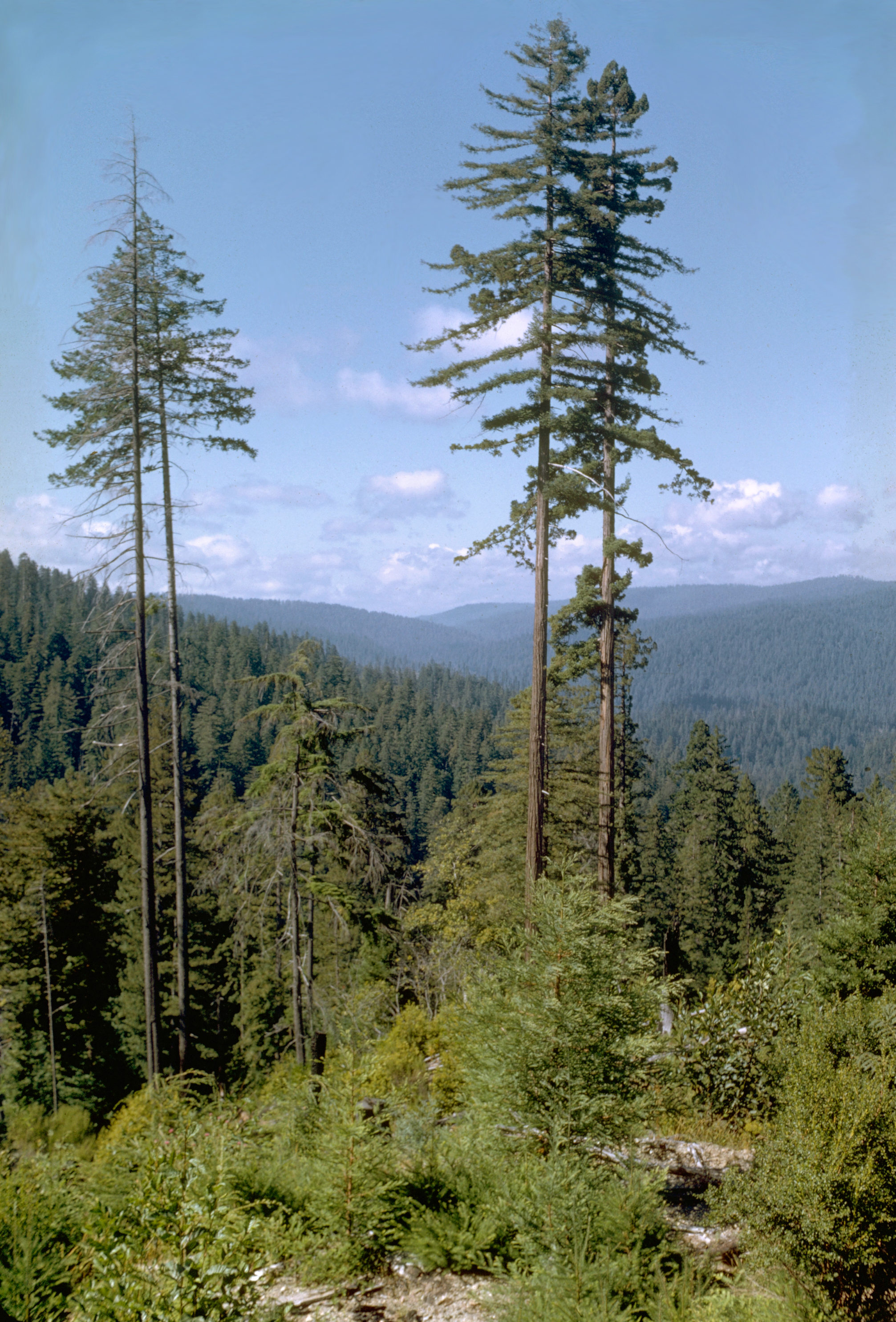
بعض الأشجار السكوية في حدائق ريدوود الوطنية والحكومية (هايبيريون غير موجودة في الصورة)

هايبيريون هي أطول شجرة حية في العالم، يبلغ طولها 115.85 متر (380.1 قدم)، من نوع الأشجار السكوية الشاطئية (سيكويا دائمة الخضرة) الموجودة في ولاية كاليفورنيا، حجم جذعها 530م3.

## نظرة عامة
اكتشفت هايبيريون في 25 أغسطس 2006 من قبل علماء الطبيعة كريس أتكينز ومايكل تايلور.  تم التأكد أن الشجرة بارتفاع 115.55 متر (379.1 قدم) من قبل ستيفن سيليت. عثر على الشجرة في منطقة نائية من حدائق ريدوود الوطنية والحكومية تم شرائها في عام 1978.  يقدر أن الشجرة تحتوي على 18,600 قدم مكعب (530 م3) من الخشب.  يضم المنتزه أيضاً ثاني أطول شجرة (هيليوس)، وثالث أطول شجرة (إيكاروس).  يقدر سيليت أن هايبيريون تبلغ من العمر 600 عام  بينما قال آخرون أن عمرها يتراوح بين 700 و 800 عام تقريبًا. 
يتم الاحتفاظ بموقع هايبيريون الدقيق سراً لحماية الشجرة من التخريب. 
ذكر الباحثون أن الضرر الذي سببه نقار الخشب في الجزء العلوي من الشجرة ربما قد حال دون نمو الشجرة أكثر. 
في فبراير 2012، تم عرض هايبيريون في فيلم راديو بي بي سي 4 الوثائقي جايمس والردوود العملاقة (James and the Giant Redwoods) للمخرج جايمس الدريد. 

## روابط خارجية
- ناشيونال جيوغرافيك فيديو: "أطول شجرة في العالم تعلوا فوق كاليفورنيا"
- MD Vaden.com: معلومات حول شجرة هايبيريون السكوية الشاطئية